# Lushui
Lushui léase Lu-Shuéi (en chino:泸水市, pinyin:Lúshuǐ shì, lit:río Lu) es un municipio bajo la administración directa de la prefectura autónoma de Nujiang. Se ubica al oeste de la provincia de Yunnan, sur de la República Popular China. Su área es de 3023 km² y su población total para 2010 fue +100 mil habitantes.

## Administración
El municipio de Lushui se divide en 9 pueblos que se administran en 6 poblados y 3 villas.